# پنارد شرقی
پنارد شرقی (به انگلیسی: East Pennard) یک روستا و محله مدنی در بریتانیا است که در مندیپ واقع شده‌است. پنارد شرقی ۳۴۸ نفر جمعیت دارد.